# Mailberg
Mailberg är en köpingskommun i det österrikiska förbundslandet Niederösterreich. Orten är belägen 20 kilometer nordost om distriktshuvudorten Hollabrunn.

## Historia
Mailberg omnämndes för första gången 1055. År 1082 utkämpades slaget vid Mailberg där böhmiska-mähriska trupper tillfogade den österrikiska markgreven Leopold II ett stort nederlag. 1146 inrättade Johanniterorden en filial i Mailberg som i dag är Malteserordens äldsta besittning.
År 1451 inkallade Ulrich av Eyczing en ständerförsamling i Mailberg, där det bildades Mailbergförbundet mot hertig Fredrik V.

## Sevärdheter
- Slottet Mailberg som inhyser ett malteserordenmuseum och ett pensionat
- Kunigundenkyrkan från 1400-talet, vackert belägen på kyrkbacken

## Näringsliv
Mailbergs näringsliv domineras av vinodling. Av 118 företag i kommunen är 101 lantbruksföretag.